# 上田晋也
上田 晋也（うえだ しんや、1970年〈昭和45年〉5月7日 - ）は、日本のお笑いタレント、司会者、キャスター、俳優。お笑いコンビ・くりぃむしちゅーのツッコミ担当。相方は有田哲平。熊本県熊本市南区出身。プライムからナチュラルエイトを経てチャッターボックスに所属。身長172 cm、体重63 kg、血液型O型。既婚。

## 来歴
1970年5月7日、熊本県熊本市南区に生まれる。3歳上の兄と妹を持つ3人兄妹の次男として誕生。熊本市立日吉小学校、熊本市立城南中学校、熊本県立済々黌高等学校卒業、早稲田大学教育学部中退。高校の時に入部したラグビー部で有田哲平と知り合い、プロレスの話題や両者が「お笑いスター誕生!!」を見ていたことで意気投合した。当時の上田はいわゆる学校の番長的存在で、有田はその上田に付いていくような形だった。当時、上田は有田に「将来はプロレスの記者かお笑いをやる」と語り、驚かれている。高校を卒業してお笑い芸人になることを決意し、事務所に履歴書を送る前日に、奇しくも友人宅で有田と再会し2人で履歴書を提出することになり、有田とコンビ海砂利水魚 （かいじゃりすいぎょ）を結成し、デビューを果たす。上田本人がネタを見て1度も笑ったことがないというコント山口君と竹田君の付き人として芸能活動を開始する。数々のライブ経験をこなすが、コンビ名をくりぃむしちゅーに改名後はコント重視の作家志向な芸風から一転し、バラエティ番組を中心にタレント業で活躍するようになる。
いとうせいこうに見出され、『天才ビットくん』、『虎の門』（「いとうせいこうナイト」）などに出演、後者の番組の企画「うんちく王決定戦」でブレイクを果たした。
2004年12月14日に同郷・熊本県出身の一般人女性と結婚。2006年6月7日に第1子となる長女が誕生していたことを、11日放送の日本テレビ系列『おしゃれイズム』内で発表。2010年12月1日、第2子となる長男が誕生したことを「ナチュラルエイト」サイトにて発表した。
2006年8月からCS放送のテレ朝チャンネルにて、単独の冠番組『上田ちゃんネル』が放送開始。上田と仲が良い古坂大魔王やプライムの後輩芸人浜ロンなどが出演。
2012年3月17日放送『Going!Sports&News』（日本テレビ系）で、近く声帯ポリープ手術を受けることを発表、『おしゃれイズム』収録では会話なく出演したが、31日『Going!Sports&News』以降本格復帰を果たした。
2016年には『天才バカボン』の実写ドラマ版においてバカボンのパパ役に抜擢され、テレビドラマで初の主演を務めた。
2021年2月、初のエッセイ集『経験 この10年くらいのこと』を発売。
2021年7月24日、新型コロナウイルスへの感染を公表、同年8月9日放送日本テレビ生放送特番「くりぃむしちゅーの！THEレジェンド東京五輪総集編SP」にてVTR出演した上田による2020年東京オリンピック開催後の出来事に関するアスリートへの質問が放送された。

## 人物

### 芸風
- 現在はツッコミを担当しているが、デビュー当時はボケ担当だった。現在も、稀にボケ役にまわることがある。ブッコミ芸を得意とする。
- 例えツッコミ（例：蛯原友里出演回でロケ中に子供がたくさんついてきたときに「ごめんね、これあの、映画『ロッキー』の撮影じゃないんで[注釈 3]」）を得意とする。
- 『くりぃむしちゅーのオールナイトニッポン』、『くりぃむナントカ』をはじめとした「くりぃむシリーズ」、『シルシルミシル』[10]、『太田上田』などでは、いじられキャラのポジション（それに上田がツッコミを入れる）となっている。
- 話術にも優れており、バラエティ番組に慣れていない俳優やスポーツ選手などから話を引き出すのが上手い[10]。
- 持ちギャグに「ぺろ〜ん!」というのがある。これは、『銭形金太郎』出演時に使っていたギャグで、『Going!Sports&News』などで見ることができる[11]。
- 簡単な英語が話せる。

### 家族
- 実家はプロパンガスの業者である。
- 3人兄妹の次男。兄の上田啓介は熊本で番組プロデューサー兼ローカルタレントを務めており、全国放送の番組としてはフジテレビの『ものまね紅白歌合戦』に「上田晋也のそっくりさん」や『ペケ×ポン』[注釈 4]、『FNSの日』に出演した。それ以外にも『くりぃむナントカ』に数回出演しており、公式ホームページには上田が居るべきところに兄が写っている。ラジオ番組のピンチヒッターを務めたり、『おしゃれイズム』に出演したりなど頻繁に全国放送の番組に出演したがっている兄を上田は「日本一性質（たち）の悪い素人」と呼び、迷惑がっている上、「地元熊本では兄の方が人気があるんです。（僕としては）残念です。」と皮肉交じりでいろいろな番組で語っている。事実、プライベートに熊本で兄と共にゴルフコンペを行った際、上田の方はキャディに全く気付かれず、対照的に兄の方がキャディから写真をお願いされるなど、「兄は気づかれるが、自身は気づかれない」という現象が頻繁に起きるという[12]。因みに兄は自身の高校時代の同級生と組んでM-1グランプリに出場したことがあるが、1回戦で敗退している。他に妹が1人いる。また、相方の有田に溺愛されている2人の姪（前述の兄・啓介の娘で1995年以降に誕生）がいる。
- 海砂利水魚時代に出演した自動車教習所のCMは兄が制作し、ギャラは焼肉一食分であった[13][出典無効]。
- 現在の妻とは熊本の予備校時代から交際していたが、上田は別に2人の女性と並行して交際していた時期があり、耐えきれなくなった彼女から「別れよう」と切り出されたため、上田が平謝りして（他の2人との関係は清算）、結婚した[14][15]。

### 趣味・嗜好
- 松田優作の大ファンで、無名時代に墓参りに行ったことがある。松田の声真似が非常に上手く、木村拓哉から教えを請われたこともある。
- 大の長渕剛ファンであり、18歳の時、熊本市民会館で行われた長渕剛のコンサートで、長渕の投げたハーモニカをキャッチすることに成功した。今でも大事に保管しており、後年長渕本人にその思い出話をしている。長渕本人とはライブでステージに上がって一緒に歌ってくれと頼まれたり、メールを交換しあったりなど親交が深い。コンサートへも行っている。
- 仲間由紀恵の大ファンである。仲間が出演する舞台『スター誕生!!』を最前列で鑑賞した際、「好きな人が目の前にいるのに、なぜ抱きしめられないんだ!!」と苦しんだ。
- 古舘伊知郎のファンでもある[16]。
- 好きなスポーツは野球とボクシング。ボクシングジムに通っている[17]。
  - プロ野球は中日ドラゴンズファンであると公言している。ただし、チームのファンというより落合博満のファンだからだと語っており、落合の選手時代にはその移籍に伴い、オリオンズ→ドラゴンズ→ジャイアンツ→ファイターズと応援するチームは変わっていた。その後、落合が監督だった時代もドラゴンズを応援していたと語っている[18]。浪人生時代にはウォーレン・クロマティ（巨人）が、投手・宮下昌己（中日）から背中に死球を受け、帽子を取らず謝罪しなかった宮下に対してクロマティが殴打し、両軍入り乱れた大乱闘に発展した試合（開催地は熊本藤崎台球場）をレフトスタンドから観戦していた[19]。
  - ボクシングに関しては、自身の著書内で一番好きなボクサーにマニー・パッキャオ[20]、また一番偉大なボクサーにはモハメド・アリ[20]の名前を挙げている。特にモハメド・アリに関しては上田自身「数多いるスポーツヒーローの中でナンバーワン」と心酔するほどである[21]。他にはマイク・タイソン[22]やマービン・ハグラー[23]なども好きなボクサーに挙げている。ボクシング生中継の国内タイトルマッチでは年数回で観客席で観戦している場面が映されている。好きな番組はWOWOW『エキサイトマッチ〜世界プロボクシング』、『はじめの一歩』を全巻所有している。
- 好きな食べ物はピザ。
- 辛い食べ物やパクチーが苦手。また、コーヒーも飲めない[24]。
- 中学・高校時代はプロレスに非常に熱中しており、熱狂ぶりは相方の有田以上だった。試合開始直前にアントニオ猪木が観客席に投げたタオルを受け取ったことがあり（猪木のセコンドについていた橋本真也が、他のファンに取られないように手に巻きつけてくれた）、それを大事に自宅の壁に飾っており、「アントニオ猪木さんのタオル（本物）」と書かれた紙も張っていた。また、新日本プロレスが熊本で試合を行う際に、しゃもじやハチマキを持ち込んで応援しに行っていた（1986年熊本大会の前田日明vsディック・マードック戦のワールドプロレスリングの映像には、ハチマキをした上田が映っている。また藤波辰爾がスーパー・ストロング・マシンに対して『お前平田だろ』発言をした1985年5月17日熊本大会も会場に見に来ていた）。のちにプロレスの「暴露本」を読んで学校を数日休むほどのショックを受け（有田と同級生がお見舞いに行ったところ発覚した）、プロレスからは一旦興味が離れていった。しかし現在はプロレス熱が再燃し、2021年時点でラジオでリアルタイムのプロレスを語っており、ロス・インゴのシャツやキャップをかぶって楽屋に入っていることを、有田が動画配信で語っている。
- 海砂利水魚時代からゴルフを始め、2009年3月にレッスンを受け始めた。
- 自分が出演する番組を含め、ほとんどテレビを視聴しない。テレビ視聴時間は1週間に3時間であると発言したこともある。
- 小学校の頃から水谷豊のファンで、テレビ朝日『相棒』を観たり[25]服装を真似している。
- 競馬予想・馬券購入を爆笑問題の田中裕二としている。
- 映画鑑賞が趣味で、『ダイ・ハード』や『ターミネーター』が好きである。
- アメリカンフットボールに興味を示している。オードリーのオールナイトニッポンによると、アメフト経験者である若林正恭にルールの解説を請うため、家を訪ね試合を観戦している。
- 以前は腕時計を左腕につけていたが、現在は右腕につけている。
- 体育座りをしている女性が好きで、「守ってあげたくなるから」とのこと。

### 交友関係
- 「一生足を向けて寝られない恩人」の1人に、いとうせいこうの名をあげている。上記の通りせいこうから見い出されいくつかの番組に出演することとなり、上田自身「仕事が増えるきっかけを作ってくれたのは、せいこうさんだと言っても決して過言ではない」と語っている。上田に寄れば「虎の門」の企画である「うんちく王決定戦」の1回目の収録に臨んだ後、企画の難易度の高さから以降の出演オファーは断るようにマネージャーに伝えていたが、せいこうが「上田なら何とかするだろうから」という理由で上田を呼ぶようにしつこくスタッフに進言したこともあり、以降も出演し続けたという。そして結果的に同企画へ出続けたことによって「上田=蘊蓄」という1つのキャラがつき、そこから色々な番組に呼ばれ、仕事が増える大きなきっかけの1つになったという[26]。また、「天才バカボン」の実写版ドラマをやったほうがいいとアイデアをくれたのもせいこうであることを明かしている[27]。
- アンジャッシュとは彼らが芸歴1年目の時から25年以上の付き合いであり、中でも児嶋一哉に関しては一時期上田の家の合鍵を持たせていたほどであった。対して渡部建も相方の有田と山崎弘也（アンタッチャブル）の3人で共同生活をするほどの親密な仲だったという。ただし渡部が2020年6月に自身のスキャンダルが発覚し、芸能活動を自粛・謹慎することになった時は、その1ヶ月後に渡部へ励ましのメールを送ったが、連絡先を消されていたため「どちら様ですか?」と返信されてしまった[28]。またアンタッチャブルとも仲が良く、彼らがM-1グランプリで優勝した時は自分のことかのように大喜びしたという[29]。海砂利水魚時代には、この3組で合同コントライブも行ったことがある[30]。
- 若手時代から明石家さんまとも親交があり、コロナ禍になるまでは年に6、7回はゴルフを共にするほどであった[31]。
- 同期の古坂大魔王に対しては底ぬけAIR-LINE時代から笑いの才能を高く評価しており、自著内で「いまだにこの世で私を一番笑わせてくれる人」「私は常々『この世に天才などいない』というポリシーを持っているが、古坂は天才ではないか、と自分のポリシーを曲げてもいいと思うくらいの才能の持ち主」「『何か笑わせてみろよ』というムチャブリに対しても、遅くても90秒後には腹を抱えて笑わせてくれる」などと語るほど絶賛している[32]。とある食事会にて明石家さんまと同席した際にさんまから「お前の周りでコイツおもろいなーって奴おるか?」と聞かれた時は迷わず「古坂っていう日本一面白い芸人がいるんです!」と返答したこともある（ただし、その直後にさんまから冷静かつ鬼の形相で「日本一ってことは、そいつ俺よりおもろいんか?」と返され激しく動揺してしまったという）[33]。その一方で古坂が「ピコ太郎」のプロデューサーとして大ブレイクし、世に認められた現在においても「正直（古坂の）面白さの10分の1も世間には伝わっていない」とも語っている[32]。
- ドラマ『天才バカボン』での共演がきっかけで俳優・タレントのえなりかずきと親友になり[34]、上田とえなりは2人きりで沖縄旅行や美術館に出かけ[35]、一緒に絵画教室に通い、毎日LINEで絵を送る[36]ほどの深い親交がある。上田はえなりに対し、「プライベートで一番時間を共に過ごす友人」[37]、「（えなりは）俺のすべて」[38]と語っており、度々えなりとの仲良しエピソードを披露している[35]。
- 女子プロゴルファーの佐久間朱莉とは、佐久間が小学校時代に上田と『Going!Sports&News』の企画でゴルフ対決を敢行したことがきっかけとなり交流が始まった[39]。上田は佐久間のことを「俺の娘みたいなもの」と語っている。

### 容姿
- トレードマークは天然パーマの髪型。番組内で「どうも天然パーマです」と自己紹介することもある。1998年には一時期、金髪や坊主頭にしていたこともある[24]。
- ファッションセンスが悪く、よく他人に笑われるが開き直ることにしている。結婚後は、家を出る前に妻にファッションチェックをしてもらうようになったが、3回に1度は服を変えるよう言われる。
- いわゆる「老け顔」で、デビュー当時から顔の見た目が変わっていない。有田は若手時代に「なんであんな年上の人とコンビ組んでるの?」とよく聞かれたと語っている[10]。EXITの兼近からはGoing!出演時に「しわくちゃパイセン」と呼ばれている[40]。
- 『上田ちゃんネル』の収録中、テンションが上がった拍子に差し歯が飛んだことがある[41]。

### 学生時代
- 幼少は野球少年であった。高校でラグビー部に入部し、後に相方となる有田哲平に出会う。高校時代にはリーゼントヘアの番長であったが、硬派で女性に疎く、有田には「童貞番長」のあだ名で呼ばれた[42][43]。
- 早稲田大学入学後、各種サークルの新歓コンパに参加するが、大抵の場合、一次会終了時に先輩から遠慮するように言われていた。その理由は、トイレから帰って来る時に下半身を露出しているなど、周りを全く考えずに一人で騒ぎ過ぎたからである。その後も、どのサークルにおいても馴染むことが出来なかったうえ、学部でも友達を一人も作れなかったことから、大学生活はつまらないものとなってしまい、最終的には中退に至ることとなった。

### その他
- 催眠術に全くかからないため、催眠術そのものを信じていない[44]。
- 有田とは対照的に、家電に全く興味がない。
- 記憶力が優れており、暗記する企画では活躍することが多い。ただし、40代後半以降は記憶力が減退していることが『太田上田』で度々言及されている[45]。
- 人前で泣くことは滅多にない[44]。
- 「かまわんよ」が口癖である。
- 『ハナタカ!優越館』など自身が司会を務める番組では、しばしば有田以外の出演者に対してもツッコミを入れることがある。
- 高所恐怖症である。ニッポン放送『知ってる?24時。』で上田がリスナーのリクエスト投票でアルバイト体験をする企画では「ビルの窓ふき」バイトに投票が殺到した[46]。

- 倉科カナとは出身地が隣町同士である。『しゃべくり007』に倉科がゲスト出演した時に出身地の話になり、最初は、宇土と言っていたが、上田が出身地を(熊本市南区)南高江町(実際は町は付かない。)と言うと(熊本市南区)川尻と修正した。南高江は川尻の隣町である為、興奮していた。宇土と言ったのは川尻を知らない人がいるからと言う理由だった。尚、因みに南高江には倉科の祖母宅がある事も語っている。

## 影響
- 髭男爵の山田ルイ53世は、ネタ番組出演時に上田から「コンビ名と容姿が合致していない」と言われたことがきっかけで、髭の容姿でネタを披露するようになった[47]。

- トンツカタンの森本晋太郎は、中学時代に当時上田がレギュラー出演中であった『知ってる?24時。』を聴いたことがきっかけでお笑い芸人を志すようになった[48]。

## 出演

### テレビ番組

#### 現在の出演番組
- 上田ちゃんネル（テレ朝チャンネル、2006年8月8日 - ）
- Going!Sports&News（日本テレビ、2010年4月3日 - ） - MC
- 太田上田（中京テレビ、2015年8月31日 - ）
- 上田と女が吠える夜（日本テレビ、2022年4月6日 - ） - MC・冠番組
- 上田と女がDEEPに吠える夜（日本テレビ、2024年4月2日- ） - MC・冠番組

#### 過去の出演番組
- 電波少年（日本テレビ）矢部太郎の受験のコーナーに出演していた
- おしゃれイズム（日本テレビ、2005年4月10日 - 2021年9月26日） - パーソナリティ
- 運命の数字（テレビ朝日、2005年5月7日 - 2006年6月19日） - MC
- 上田晋也の日本の宿題（テレビ朝日、2005年12月30日 - 2008年6月22日）- MC・冠番組
- サタデーバリューフィーバー（日本テレビ）
- 誰も知らない泣ける歌（日本テレビ、2008年10月7日 - 2009年5月26日） - 司会
- 天才ビットくん（NHK教育テレビ、2003年4月11日 - 2007年3月30日） - シンヤ・プラワン 役
- 竹中平蔵・上田晋也のニッポンの作り方（BS朝日・朝日ニュースター、2008年4月6日- 12月21日）
  - 天才てれびくんMAX ビットワールド（NHK総合テレビ、2009年） - シンヤ・プラワン 役
- おとなの学力検定スペシャル小学校教科書クイズ!（日本テレビ、2007年10月9日 - 2010年12月26日） - MC
- ザ・ハウスルール（日本テレビ、2009年3月14日 - 2010年3月31日） - 司会
- 教えてMr.ニュース 池上彰のそうなんだニッポン（フジテレビ、2009年12月1日 - 2011年3月29日） - キャスター
- なかよしテレビ（フジテレビ、2011年10月19日 - 2012年11月27日） - MC
- 上田晋也の緊急報道!（TBS、2012年9月30日 - 2013年12月1日） - MC・冠番組
- 舘ひろし&上田晋也の日本魂届けますSP（日本テレビ、2015年9月19日 - 10月17日） - MC・冠番組
- 上田晋也が真相直撃!「ニュースの巨人」 → 上田晋也のニッポンの過去問（TBS、2015年4月16日 - 2017年3月15日） - MC
- 女が女に吠える夜（日本テレビ、2017年12月27日 - 2019年12月2日）- MC
- 世界に誇る50人の日本人 成功の遺伝史（日本テレビ、2013年12月30日 - 2020年3月2日） - MC
- 上田晋也の日本メダル話（日本テレビ、2018年4月8日 - 2022年3月13日） - MC
- 上田晋也のサタデージャーナル（TBS、2017年4月1日 - 2019年6月29日） - 編集長
- 上田晋也の幻ニュース 報道したかった大賞（TBS、2018年10月17日 - 2019年10月8日） - MC・冠番組
- 今だから話します（日本テレビ、2019年2月11日 - 2021年12月20日） - 司会
- 上田晋也のニュースな国民会議 上田晋也×100人の論客が「生討論」! （TBS、2019年9月8日 - 2020年10月24日） - MC・冠番組
- 上田晋也のラグビーW杯開幕直前!覚えておきたいラグビー超人!（日本テレビ、2019年9月17日 - 19日） - MC・冠番組
- 上田若林の撮れ高（日本テレビ、2022年3月27日 - 2023年10月1日）- 冠番組
- ストロングポイント（BS日テレ、2016年2月21日 - 2020年9月27日） - ナレーション [49]
  - ストロングポイントクロス（BS日テレ、2020年10月4日 - 2024年9月28日） - プロジェクトリーダー

特番
現在
- 夏季オリンピック 中継（日本テレビ、2012年7月27日 - ）- スペシャルサポーター
- ラグビーワールドカップ 中継（日本テレビ、2015年9月18日 - ）- スペシャルMC
- カラダWEEK（日本テレビ、2015年11月9日 - ） - キャプテン
- 上田晋也の芸人トーク検定（フジテレビ、2021年4月10日 - ）- MC・冠番組
- 24時間テレビ 「愛は地球を救う」（日本テレビ、2021年8月21日 - ）- コーナー司会→総合司会[50][51]
- 大追跡グローバルヒストリー（NHK総合、2024年7月8日 - ） - MC

過去（特番）
- くりぃむしちゅー上田の人間の限界教えます! 20XX年仰天予想スペシャル（テレビ東京、2004年12月27日） - MC・冠番組
- サンバリュ（日本テレビ） 
  - バック・トゥ・ザ・フーズ（2007年1月13日）- 司会
  - 恋して、マーケ。（2008年8月30日） - 司会
  - 上田晋也・ウエンツ瑛士の偉人の品格に学べ! あなたは偉人・凡人・ダメ人間!?（2008年9月6日） - 司会・冠番組
  - なるほど!ニュースの大辞典（2010年10月9日）- MC
- 第30回日本アカデミー賞授賞式（日本テレビ、2007年2月16日） - スタジオMC
- カレンダークイズ あぁー思い出せない（NHK総合、2007年8月11日・12月25日） - 司会
- 緊急!ビートたけしの独裁国家で何が悪い!（日本テレビ、2007年9月29日・2008年9月17日） - 司会
- 宿命のフレーズ大辞典 人生を変えた言葉（日本テレビ、2007年11月24日・2008年9月29日） - 司会
- みんなで応援バラエティ THEぼきんショー（テレビ東京、2007年12月21日） - MC
- 鳥越&上田の環境ばらえてぃ ふるさとを救えSP（九州朝日放送、2008年6月1日） - MC・冠番組
- 人生を変えた言葉物語（日本テレビ、2008年9月29日）- MC
- くりぃむ上田のVS亀田興毅決戦直前生放送SP（TBS、2009年11月29日） - MC・冠番組
- 人類ZEROの未来（日本テレビ、2010年6月18日） - 司会
- マイノリティ・リポート（日本テレビ、2010年10月23日・2011年4月20日） - MC
- 上田晋也のGoing!×Boxing（日本テレビ、2010年11月21日・2011年4月2日） - MC・冠番組
- クイズ ビンゴ★ライン（テレビ朝日、2011年5月1日・8月17日） - MC
- 本当のエコを考える地球旅行 ～明日へのチカラ～（日本テレビ、2011年6月3日） - MC
- 日中韓TV（フジテレビ、2011年6月24日）  - MC
- 金曜スーパープライム 「えら～い先生の学説 本当か?ウソか? 一流選手が大事な試合で実験してくれましたSP」（日本テレビ、2012年1月6日） - MC
- 明石家さんま&櫻井翔&上田晋也いざロンドンへ! 日本代表(秘)運命の日SP（日本テレビ、2012年7月7日）- 冠番組
  - さんま・櫻井・上田のロンドン五輪直前スペシャル 公式!?ニッポン代表スッゴイ名鑑!!（日本テレビ、2012年7月25日） - 冠番組
  - ロンドンオリンピック 2012 さんま・櫻井・上田のメダリスト生大集結!祝勝会（日本テレビ、2012年8月13日）- 冠番組
- 乱!総選挙2012（TBS、2012年12月17日） - スペシャルプレゼンター
- 上田晋也のHERO×HEROインタビュー（日本テレビ、2012年12月28日・2013年12月28日） - MC・冠番組
- 上田晋也のGoing!特別版 2020年五輪開催地決定の瞬間 （日本テレビ、2013年9月8日） - MC・冠番組
- 上田晋也と亀梨和也のGoing!×グラチャンバレー（日本テレビ、2013年11月9日） - MC・冠番組
- ザ・ハイライト（日本テレビ、2014年10月19日） - MC
- マンスリーTV 「上田晋也のはじまりの日 私が○○した日」 （日本テレビ、2014年11月25日） - MC・冠番組
- パッキャオvsメイウェザー大解剖 エキサイトマッチ総力戦（WOWOW、2015年3月28日） - MC
- 実録!世界の逆転裁判 ～評決のとき～（TBS、2015年4月13日） - MC
- ネクストブレイク （日本テレビ）
  - ココがあるから今がある 上田晋也が巡るターニングプレイス（2015年6月23日） - MC・冠番組
  - 上田晋也の金言マスター （2015年7月14日） - MC・冠番組
- 超頭脳トレード（日本テレビ、2015年6月28日・2016年6月6日） - MC
- ケイコをハジメ（TBS、2015年6月30日） - MC
- 上田晋也の熱狂パラリンピック! ～メダル、それは感謝の証～（日本テレビ、2016年10月17日） - MC・冠番組
- 上田と女が吠える夜（日本テレビ、2021年10月11日・2022年1月6日）- MC・冠番組
- 一流有名人の側近から学ぶ驚きの処世術! ソッキング（中京テレビ、2018年1月4日・2019年1月4日） - MC
- 開局65年記念番組 日本テレビ+ルーヴル美術館「その顔が見たい!」（日本テレビ、2018年6月2日） - MC
- ボクシング世紀の一戦“ゴロフキンvsカネロII”完全ガイド（WOWOW、2018年9月10日） - MC
- ファミリークエスト（日本テレビ、2022年10月2日）- MC
- スポーツ中継70年 歴史を変えた瞬間TOP100（日本テレビ、2023年11月6日） - MC
  - 日テレスポーツ中継71年 国民が震えた瞬間TOP100（日本テレビ、2024年11月4日） - MC
- 上田晋也アートスペシャル バンクシーから読み解く“分断の世界2023”（BSテレ東、2023年12月30日）- MC・冠番組
- 上田晋也のいる族!いらない族!（フジテレビ、2024年4月27日）- MC・冠番組
- 事実!オリンピック名場面 最強金メダルアワード（日本テレビ、2024年7月22日）- MC
- あす開幕!二刀流大谷翔平 有言実行伝説&超絶プレーBEST30（日本テレビ、2025年3月17日）- MC
- 上田に教えたいシン雑学（テレビ朝日、2025年6月21日）- MC・冠番組
- 上田家御一行様 おとなの遠足 ホントのところを見にいった!（毎日放送、2025年6月22日）- 冠番組

### ラジオ
- 知ってる?24時。（ニッポン放送、 2003年3月31日 - 2005年6月30日）
- くりぃむしちゅーのオールナイトニッポン（ニッポン放送、2005年7月5日 - 2008年12月30日）
- 上田晋也と古坂和仁のオールナイトニッポンR（ニッポン放送、2005年5月20日・2005年8月20日・2006年1月27日）

### ドラマ出演
- 夏至物語（1992年、関西テレビ放送） - トオル 役
- 炎立つ（1993年、NHK）
- 1242kHz こちらニッポン放送（2005年、フジテレビ）
- 零のかなたへ〜THE WINDS OF GOD〜（2005年、テレビ朝日）
- 和田アキ子殺人事件（2007年、TBS） - 島袋泰造刑事 役
- イケ麺そば屋探偵〜いいんだぜ!〜（2009年、日本テレビ） - 神様 役
- 天才バカボン（日本テレビ） - 主演・バカボンのパパ 役[5][52][53]
  - 天才バカボン〜家族の絆（2016年3月11日）
  - 天才バカボン2（2017年1月6日）
  - 天才バカボン3〜愛と青春のバカ田大学（2018年5月4日）

### Webテレビ
- フクろとじ（ニコニコチャンネル、2021年6月27日）
- Prime Video Presents Live Boxing（Amazon Prime Video）
  - WBA＆IBF 世界ミドル級王座統一戦 ゲンナジー・ゴロフキン vs 村田諒太（2022年4月9日）[54]
  - WBA&IBF&WBO 世界バンタム級王座統一戦 井上尚弥 vs ノニト・ドネア（2022年6月7日）
- 風雲!たけし城（Amazon Prime Video、2023年4月21日 - ）

### 映画
- 太陽の家（ヤス役、2020年1月17日公開）

### テレビアニメ
- 名探偵コナン「世界一受けたい授業事件 前編 / 後編」（2011年11月12日・19日、読売テレビ） - 上田教頭 役[注釈 5]

### 舞台
- LOVELETTERS（2004年パルコ劇場）　アンディ役
- 古坂大魔王単独ライブ「結果、メンドクサイ男でした。」(2012年東京恵比寿エコー劇場)

### PV
- ラブレター（FUNKY MONKEY BABYS、2011年6月8日発売）

### CM
- ブルボン「プチ シリーズ」（2004年 - 2005年）
- ファイザー（2017年 - 2018年）
- 資生堂「洗顔専科 パーフェクトホイップ」（2019年）
- エスエス製薬「エスタック」（2020年 - 2023年）
- アフラック生命保険「生きるためのがん保険 ALL-inプラス」（2021年 - 2022年）

## 著書

### 単著
- 経験 この10年くらいのこと（2021年2月9日、ポプラ社、ISBN 978-4591169018）
- 激変 めまぐるしく動いた30代のこと（2022年4月13日、ポプラ社、ISBN 978-4591173251）[55]
- 赤面　一生懸命だからこそ恥ずかしかった20代のこと（2023年11月22日、ポプラ社、ISBN 978-4591177884）

### 共著
- 竹中平蔵・上田晋也のニッポンの作り方（2008年11月7日、朝日新聞出版、ISBN 978-4022504760） - 竹中平蔵との共著
- Ｑ上田Ａ古田　プロ野球で活躍する逸材とは？（2023年3月8日、ポプラ社、ISBN 978-4591177402）- 古田敦也との共著